# Fontána Čtyř světových stran
Fontána Čtyř světových stran (francouzsky Fontaine des Quatre-Parties-du-Monde) je fontána v Paříži. Nazývá se též Fontána observatoře (fontaine de l'Observatoire) podle Pařížské observatoře nebo Carpeauxova fontána (fontaine Carpeaux) podle jednoho z tvůrců.

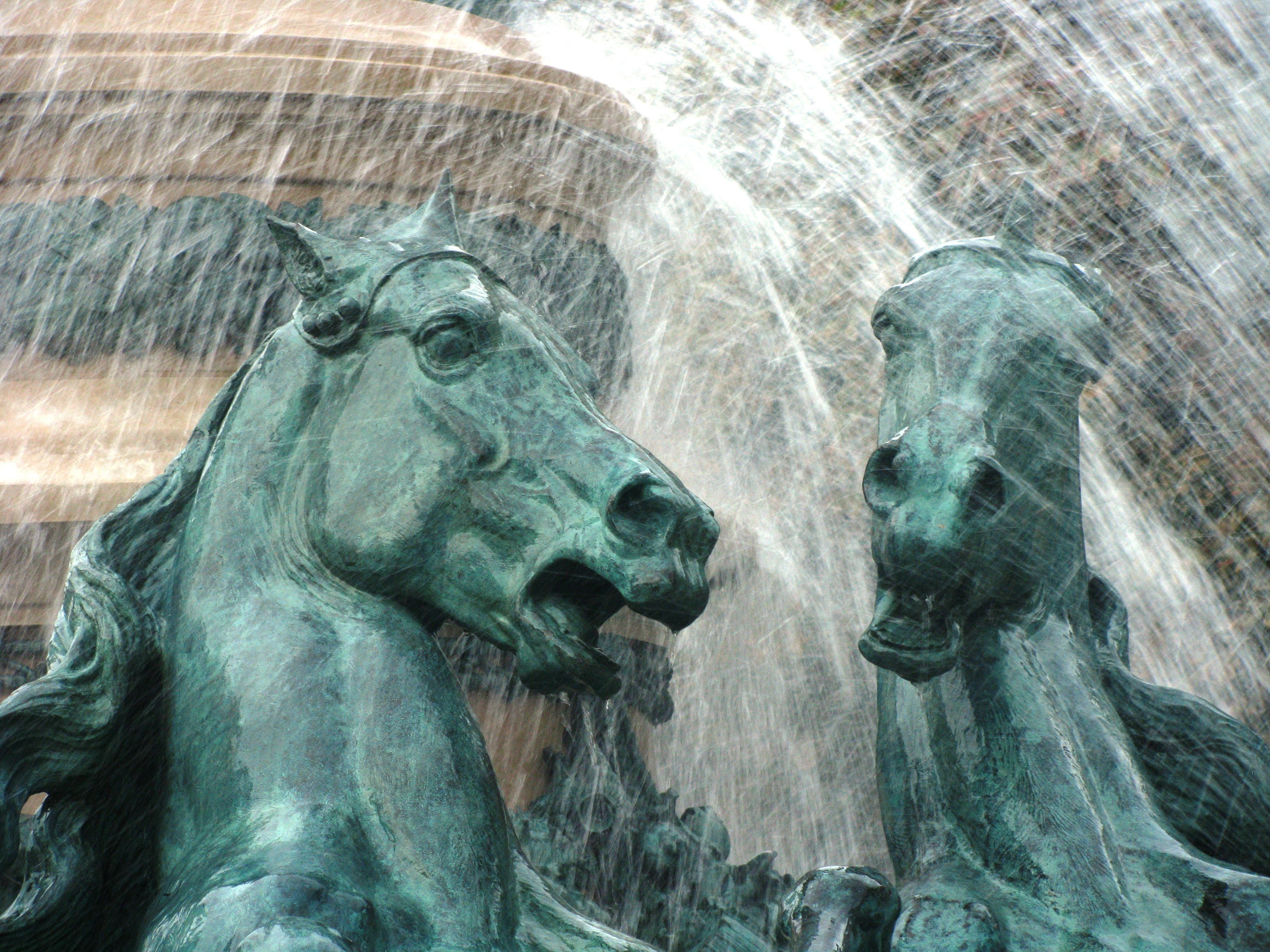
Hlavy koní

## Umístění
Kašna se nachází v 6. obvodu na náměstí Place Camille-Jullian v Jardin Marco-Polo, které je prodloužením Avenue de l'Observatoire ve směru k Lucemburské zahradě.

## Historie
Fontána byla postavena v letech 1867-1874.

## Popis
Bronzovou fontánu navrhl architekt Gabriel-Jean-Antoine Davioud a na její výzdobě spolupracovalo několik umělců:
- Louis Villeminot (1826-1914) zhotovil girlandy na podstavci
- Pierre Legrain (1889-1929) je autorem glóbusu
- Emmanuel Fremiet (1824-1910) udělal sochy kolem podstavce, osm koní a želv
- Jean-Baptiste Carpeaux (1827-1895) vytvořil čtyři ženské alegorické postavy nesoucí globus. Představují Afriku, Ameriku, Asii a Evropu